# 上海応用技術大学
上海応用技術大学（シャンハイおうようぎじゅつだいがく）は、中華人民共和国上海にある大学である。原名は上海冶金高等専科学校。2016年に「上海応用技術学院」から現在の名称に変更。
2000年に上海軽工業専科学校、上海化工専科学校と合併して現在に至る。上海市徐匯区漕宝路121号にある。